# Kiss Me Once Tour
A Kiss Me Once Tour foi a décima terceira turnê da cantora australiana Kylie Minogue, que teve início em 24 de setembro de 2014 e final em 28 de março de 2015.

## Produção
Após o lançamento do álbum Kiss Me Once, Minogue anunciou as primeiras datas da fase europeia da Kiss Me Once Tour, com os ensaios começando no final de março. Em  30 de junho, durante a transmissão do programa The Voice Australia, as quatro datas da fase australiana da turnê foram confirmadas. Em 8 de setembro, Minogue começou a postar fotos dos ensaios em seu website oficial, bem como em suas contas oficiais nas redes sociais.
Alguns detalhes da turnê foram anunciados cerca de um mês antes da turnê começar, sendo que os membros da equipe foram anunciados no dia 13 de setembro, incluindo parceiros de longa data de Minogue, o diretor criativo William Baker, o diretor musical Steve Anderson e o coreógrafo Ashley Wallen, que já havia sido dançarino em 1998, na Intimate and Live Tour. Antes do show começar, um curta-metragem de Baker intitulado "Sleepwalker" apresentava três canções inéditas de Minogue produzidas por Fernando Garibay, chamadas "Glow," "Wait" and "Break This Heartbreak". Todas as três músicas foram disponibilizadas para download gratuito através do canal do SoundCloud de Minogue imeditatamente durante o primeiro show, além de outra chamada "Chasing Ghosts" que foi incluída como interlúdio para o segmento "Secret Kiss". Os figurinos foram novamente feitos pelos estilistas Jean Paul Gaultier, Dolce & Gabbana, além da grife Marchesa.

## Set list
1. "Sleepwalker" (Curta metragem exibido antes do Show, contém elementos das inéditas "Glow", "Wait" e "Break This Heartbreak")

Ato 1: Surrealist Girlie Revue (contém elementos de "Breathe" e "Les Sex")
- Les Sex  4
- In My Arms
- Timebomb
- Sexy Love 2
- Wow

Ato 2: Bauhaus Disco
- Step Back in Time (Contém elementos de "Rapper's Delight")
- Spinning Around (Contém elementos de "In Your Eyes","Around The World" e "Get Lucky" de Daft Punk e do tema da série "Charlie's Angels")
- Your Disco Needs You  (Contém elementos de "Heavy Cross" do "The Gossip")
- On a Night Like This  (Contém elementos de "Small Town Boy" do "Bronski Beat"e de "Don't Leave Me This Way ",versão de "The Commonards" )
- Right Here, Right Now 1
- I Feel Love 1
- Slow

Act 3: Dollshouse Medley5
- "Sequência de Vídeo" (contém elementos de "Chasing Ghosts")
- Medley da Casa de Bonecas:
  - Enjoy Yourself (Introdução)
  - Hand on Your Heart
  - Never Too Late
  - Got to Be Certain
  - I Should Be So Lucky

Act 4: Fashsex 5
- Skirt (interlúdio de dança)
- Need You Tonight (cover do INXS)
- Sexercize
- Sex Segue (Interlúdio contendo elementos de "Nu-Di-Ty", "Sexercize" e "Can't Get You Out of My Head")
- Can't Get You Out of My Head
- Kids

Ato 5: Kiss Me Once
- Beautiful
- Kiss Me Once

Ato 6: Showgirl 2014 5
- Get Outta My Way
- Love at First Sight
- The Loco-Motion3
- All the Lovers

Encore
- Into the Blue

1Performadas com Giorgio Moroder nos 4 shows realizados na Austrália e sem a presença dele em Dubai

2Removida após os sete primeiros shows no Reino Unido

3Originalmente performada nos shows do iTunes Music Festival e de Monte Carlo,adicionada formalmente ao setlist a partir do show do 30 de setembro.

4Substituída por Better The Devil You Know em Dubai.

5 Estes 3 blocos foram resumidos em apenas um bloco durante o show de Dubai.
- Durante o primeiro show em Liverpool, "Especially for You" foi cantada a capella devido a um pedido de um fã [11] depois de "All the Lovers".
- Em Manchester, "Feels So Good" foi cantada a cappella antes de "All the Lovers".
- No shows no iTunes Festival e de Mônaco, "Timebomb", o medley dos anos 80, "Need You Tonight", e "Kids" foram excluídas do setlist. O show do iTunes Festival teve filmagem profissional e ficou disponível para compra na iTunes Store por período limitado.
- A partir do show do iTunes Festival, a versão de "The Loco-Motion" do disco The Abbey Road Sessions foi adicionada após "Into the Blue".[12]
- Durante o show de 29 de setembro na  The O2 Arena, alguns pedaços de "Flower", "In Your Eyes" e "Especially for You" foram cantados juntamente com a plateia.[13]
- A partir do show de 30 de setembro, também na The O2 Arena, "The Loco-Motion" foi adicionada a set list antes de "All the Lovers".
- A partir do show de 3 de outubro, "Sexy Love" foi removida e no mesmo show pedaços de "I Believe in You", "Come Into My World", "Je ne sais pas pourquoi" e "Confide in Me" foram cantados a pedido do público.
- Nas 4 datas australianas, a turnê ganhou a participação especial de Giorgio Moroder e foram adicionadas as músicas "Right Here, Right Now"  e "I Feel Love" no ato Bauhaus Dance.As duas adições permaneceram para o show de Dubai,porém sem a presença de Moroder.[14]
- O show na SSE Hydro em Glasgow foi filmado e posteriormente exibido como um especial na ITV e lançado em DVD e BluRay com o título Kiss Me Once Live At Sse Hydro.

## Datas
| Data                      | Cidade      | País                   | Local                            |        |
| Europa                    | Europa      | Europa                 | Europa                           | Europa |
| ------------------------- | ----------- | ---------------------- | -------------------------------- | ------ |
| 24 de Setembro de 2014    | Liverpool   | Reino Unido            | Echo Arena                       |        |
| 26 de Setembro de 2014    | Manchester  | Reino Unido            | Phones 4u Arena                  |        |
| 27 de Setembro de 2014[A] | Londres     | Reino Unido            | Roundhouse                       |        |
| 29 de Setembro de 2014    | Londres     | Reino Unido            | The O2 Arena                     |        |
| 30 de Setembro de 2014    | Londres     | Reino Unido            | The O2 Arena                     |        |
| 1 de Outubro de 2014      | Londres     | Reino Unido            | The O2 Arena                     |        |
| 3 de Outubro de 2014      | Cardiff     | Reino Unido            | Motorpoint Arena Cardiff         |        |
| 4 de Outubro de 2014      | Nottingham  | Reino Unido            | Capital FM Arena Nottingham      |        |
| 5 de Outubro de 2014      | Nottingham  | Reino Unido            | Capital FM Arena Nottingham      |        |
| 7 de Outubro de 2014      | Birmingham  | Reino Unido            | National Indoor Arena            |        |
| 11 de Outubro de 2014     | Monte Carlo | Mônaco                 | Sporting Monte-Carlo             |        |
| 13 de Outubro de 2014     | Madri       | Espanha                | Palacio de Deportes              |        |
| 14 de Outubro de 2014     | Barcelona   | Espanha                | Palau Sant Jordi                 |        |
| 15 de Outubro de 2014     | Montpellier | França                 | Park&Suites Arena                |        |
| 18 de Outubro de 2014     | Budapeste   | Hungria                | Arena de Esportes de Budapeste   |        |
| 19 de Outubro de 2014     | Bratislava  | Eslováquia             | Arena Ondrej Nepela              |        |
| 21 de Outubro de 2014     | Praga       | República Tcheca       | O2 Arena                         |        |
| 30 de Outubro de 2014     | Łódź        | Polônia                | Atlas Arena                      |        |
| 31 de Outubro de 2014     | Kaunas      | Lituânia               | Žalgiris Arena                   |        |
| 2 de Novembro de 2014     | Riga        | Letônia                | Arena Riga                       |        |
| 5 de Novembro de 2014     | Lille       | França                 | Zénith de Lille Grand Palais     |        |
| 6 de Novembro de 2014     | Bruxelas    | Bélgica                | Palais 12                        |        |
| 8 de Novembro de 2014     | Dublin      | Irlanda                | The O2                           |        |
| 9 de Novembro de 2014     | Belfast     | Reino Unido            | Odyssey Arena                    |        |
| 11 de Novembro de 2014    | Newcastle   | Reino Unido            | Metro Radio Arena                |        |
| 12 de Novembro de 2014    | Glasgow     | Reino Unido            | The SSE Hydro                    |        |
| 13 de Novembro de 2014    | Sheffield   | Reino Unido            | Motorpoint Arena Sheffield       |        |
| 15 de Novembro de 2014    | Paris       | França                 | Palais Omnisports de Paris-Bercy |        |
| 17 de Novembro de 2014    | Zurique     | Suíça                  | Hallenstadion                    |        |
| Austrália                 |             |                        |                                  |        |
| 14 de Março de 2015       | Perth       | Austrália              | Perth Arena                      |        |
| 17 de Março de 2015       | Adelaide    | Austrália              | Adelaide Entertainment Centre    |        |
| 18 de Março de 2015       | Melbourne   | Austrália              | Rod Laver Arena                  |        |
| 20 de Março de 2015       | Sydney      | Austrália              | Qantas Credit Union Arena        |        |
| 21 de Março de 2015       | Brisbane    | Austrália              | Brisbane Entertainment Centre    |        |
| Ásia                      |             |                        |                                  |        |
| 28 de Março de 2015       | Dubai       | Emirados Árabes Unidos | Meydan Racecorse                 |        |

## Shows cancelados
| Data                  | Cidade   | País     | Local               | Razão                            |
| --------------------- | -------- | -------- | ------------------- | -------------------------------- |
| 22 de outubro de 2014 | Colônia  | Alemanha | Lanxess Arena       | A produtora alemã do show faliu  |
| 24 de outubro de 2014 | Viena    | Áustria  | Wiener Stadthalle   | Problemas de logística           |
| 25 de outubro de 2014 | Munique  | Alemanha | Olympiahalle        | A produtora alemã do show faliu. |
| 27 de outubro de 2014 | Berlim   | Alemanha | Mercedes-Benz Arena | A produtora alemã do show faliu. |
| 28 de outubro de 2014 | Hamburgo | Alemanha | O2 World Hamburg    | A produtora alemã do show faliu. |